# سید صدیق بن سید عبدالرحمن

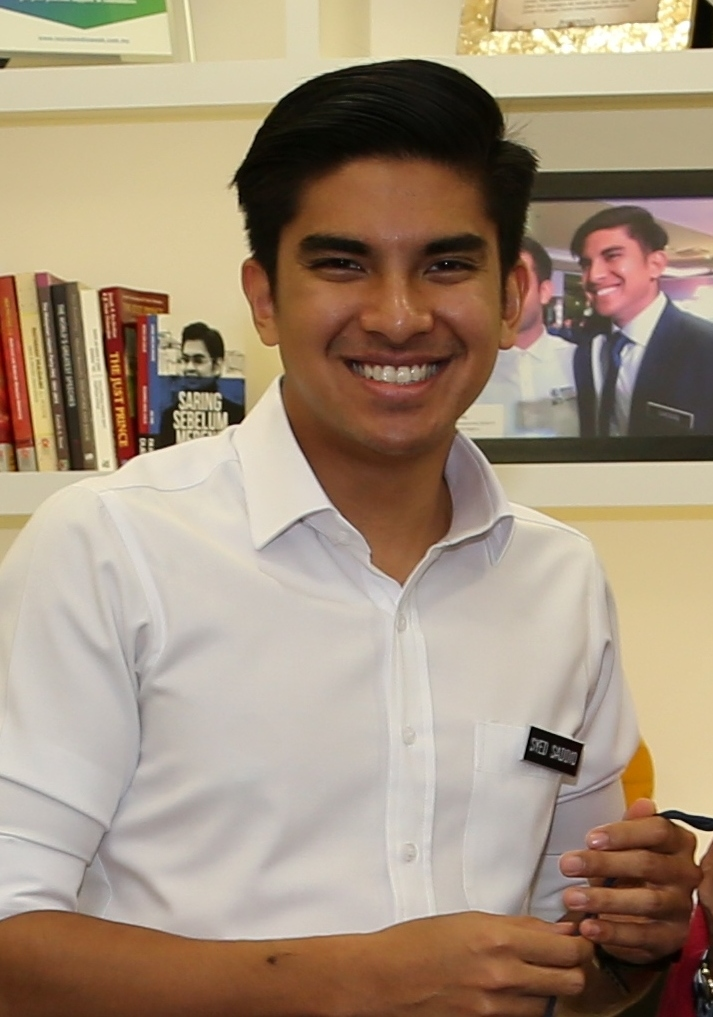
نگارهٔ سید صدیق بن سید عبدالرحمن در سال ۲۰۱۸

سید صدیق بن سید عبدالرحمن (زاده ۱۵ آذر ۱۳۷۱) سیاستمدار اهل مالزی، عضو فعلی پارلمان و وزیر پیشین ورزش و جوانان کشور مالزی است.
او در سال ۲۰۱۸ و در سن ۲۵ سالگی به عنوان وزیر ورزش و جوانان مالزی انتخاب شد و دو سال عهده‌دار این مسئولیت بود.